# Les Infidèles
Les Infidèles és una pel·lícula a esquetxos francesa dirigida per Emmanuelle Bercot, Fred Cavayé, Alexandre Courtès, Jean Dujardin, Michel Hazanavicius, Éric Lartigau, Gilles Lellouche i Jan Kounen, estrenada el 2012.

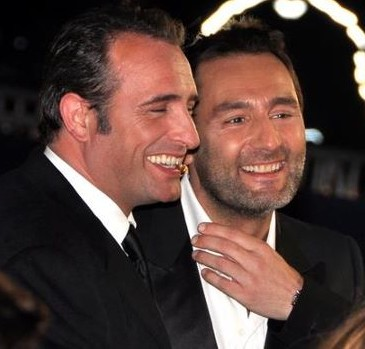
Jean Dujardin i Gilles Lellouche el febrer de 2012 durant la 37a cerimònia dels César.

## Sinopsi
La infidelitat masculina i les seves múltiples variacions, vistes per vuit directors.

### Le Prologue
Durada: 11 minuts
Fred i Greg es passen les nits recorrent discoteques buscant noves conquestes. La seva complicitat masclista els fa compartir els moments més íntims, amb un esperit de pura companyonia escolar. Les mentides a les seves respectives dones estan perfectament fonamentades, tot i que estan absolutament convençudes dels enganys recurrents. Durant una de les seves sortides, en Greg encara es pregunta sobre els motius que el porten a enganyar la seva dona, Stephanie, cada nit. Fred es justifica per una simple necessitat natural de mirar a un altre lloc. Però Greg arriba a la conclusió que l'única manera de no arriscar-se a ser sorprès i de no sentir-se culpable, seria mantenir-se fidel. Aleshores els amics van esclatar a riure davant d'aquesta idea absurda.

### Bernard
Durada : 1 minut
Bernard es troba a l'hospital en una situació vergonyós. Comptava amb la discreció del metge, però va trucar a la seva dona, que va descobrir el problema del seu marit: patia penis captivus amb la seva amant.

### La Bonne Conscience
Durada : 13 minuts
En Laurent es troba en un seminari de negocis durant uns dies, i pretén aprofitar la seva estada en un hotel lluny de la seva dona per enganyar-la. Malauradament per a ell, tots els seus intents de seduir les seves col·legues o la recepcionista de l'hotel acaben amb un amarg fracàs, mentre que el millor venedor de l'empresa encadena les conquestes d'una nit, gaudint de més carisma malgrat la seva discapacitat (és en cadira de rodes). Després d'abandonar la idea de cridar una noia de companyia], decideix intentar seduir Christine, la seva col·lega menys atractiva, però de nou, es burla d'ell i torna a la seva habitació sol. L'endemà corre la notícia que Laurent va intentar seduir la seva companya durant la nit. No obstant això, està satisfet d'haver-se mantingut fidel, malgrat ell.

### Ultimate Fucking
Durada: 17 minuts. Seqüència present només a la versió completa.
Christian és recollit un vespre per la Sandra, una jove molt atractiva que l'anima a portar-la a una casa perduda enmig del bosc. Durant les seves travessies els sorprèn Randy, el seu company que apallissa el nou amant mentre la dona gaudeix de l'espectacle des de la mirilla de l'habitació del costat. Aleshores, la parella es lliura a un joc sexual amb gràfics manga, davant de la seva víctima inanimada a terra. Aleshores, Christian aconsegueix escapar, atura una furgoneta però malauradament es troba amb tres personatges amb un aspecte encara més sàdic. A la part posterior de la seva pick-up, veiem porcs vius encadenats i vestits de cuir.

### Lolita
Durada: 19 minuts
L'Éric, ortodoncista, es va enamorar d'un dels seus antics pacients, Inès, de 19 anys, estudiant de literatura moderna. Un dia, ella li presenta als seus companys i el porta al seu món, fet d'experiències, cites poc convencionals, com en James, i festes en discoteques. Però l'Éric somia amb una relació seriosa i estable amb la jove, molt immadura i que no vol establir-se. En una discoteca on veu com la jove s'escapa d'ell, l'Eric s'enfada i comença a lluitar. Finalment és expulsat i, després de pensar-ho, se'n va a casa per reunir-se amb la seva dona, no sense haver maquillat les ferides i fer malbé el seu cotxe per fer-lo semblar un accident.

### Thibault
Durada: 2 minuts
Thibault va tenir una aventura d'una nit, però la seva dona i els seus fills arriben abans del previst. Per tant, expulsa la seva amant i ràpidament neteja l'apartament de les proves de la seva aventura. Però quan la seva dona entra a l'apartament, Thibault veu el seu gos mastegant el preservatiu usat i, per reflex, agafa el seu gos i el llença per la finestra.

### La Question
Durada : 19 minuts
L'Olivier i la Lisa fa més de deu anys que estan casats i sopen amb un dels seus vells amics, l'Antoine, que també està casat però que saben que és infidel. Mentre la dona de l'Antoine està ocupada a la cuina, la conversa entre els tres amics els porta a parlar dels últims afers extramatrimonials d'Antoine. En tornar a casa, la Lisa demana a l'Olivier, amb un to lleuger i confiat, que confessi les seves infidelitats. A contracor, accepta i poc a poc li diu que va tenir una aventura amb una dona. La Lisa vol saber més i el que hauria d'haver estat una conversa honesta es converteix en un joc brutal de la veritat. Finalment, l'Olivier aconsegueix convèncer-la que la seva història no té importància; és en aquest moment quan li confessa que també l'ha enganyat. Immediatament, els papers s'inverteixen i l'Olivier es torna violent. Passada la nit, a l'esmorzar amb el seu fill, la parella semblava estar d'acord, sense dir res, a ignorar-ho.

### Simon
Durada : 1 minut
Simon es troba enmig d'una sessió de bondage amb una prostituta d'edat avançada, al seu garatge, quan aquesta perd el coneixement sota l'assotament, aparentment víctima d'un atac de cor. De sobte, el sorprèn la seva dona i el seu fill que tornen de manera inesperada.

### Les Infidèles Anonymes
Durada : 9 minuts
Diversos homes, entre ells Simon, Thibault, Bernard (vistos en els esbossos anteriors) i François (heroi de l'esbós no seleccionat per a l'edició), es troben en una trobada d'"infidels anònims", on la seva voluntat de ser infidel serà sotmesa a els exercicis de Marie-Christine, líder de la trobada que intenta tornar-los a posar al bon camí de la fidelitat conjugal. El primer dia és un fracàs, ja que ningú torna el segon dia.

### Las Vegas
Durada : 16 minuts
Fred i Greg (del primer segment Le Prologue) decideixen seguir fins al final amb la seva forma de vida i planejar un viatge d'una setmana a Las Vegas entre ells, malgrat el desacord de les seves respectives dones. La primera vetllada no és un gran èxit i l'ambient de l'estada es va deteriorant a poc a poc quan en Greg s'assabenta que la seva dona el deixa. Aleshores li retreu a Fred haver-lo arrossegat a aquest cercle viciós d'infidelitat amb justificacions arriscades, arriben a les mans i es reconcilien abans de gaudir plenament de la seva segona vetllada.
Al final de la nit, els dos homes estan encantats però es qüestionen i descobreixen sentiments l'un per l'altre. Aleshores tenen la seva primera relació homosexual, després decideixen quedar-se a Las Vegas per convertir-se en mags, còpies de Siegfried & Roy.

### Séquence post générique
Durada : 30 segons
Els infidels anònims es reuneixen en un cor i canten una cançó lloant la fidelitat.

## Repartiment

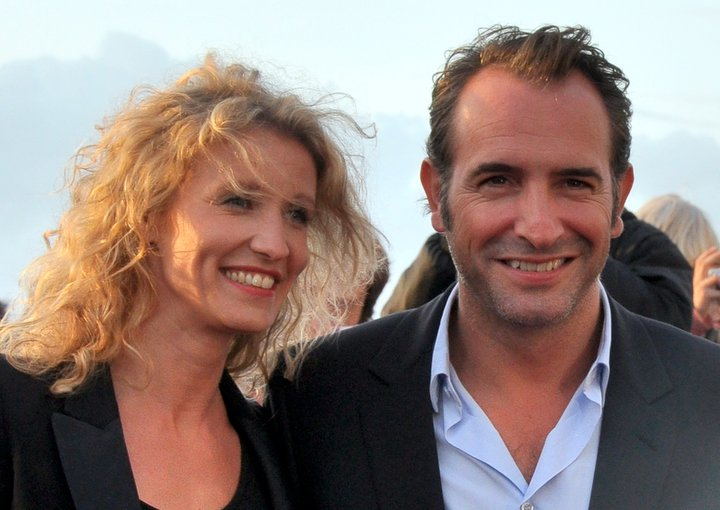
Alexandra Lamy i Jean Dujardin, al cor del segment La Question.

- Jean Dujardin: Fred / Olivier / François / Laurent / James / Jean-Michel
- Gilles Lellouche: Greg / Nicolas / Bernard / Antoine / Éric / Christian
- Lionel Abelanski: el director del seminari (segment La Bonne Conscience)
- Guillaume Canet: Thibault (segment Thibault / Les Infidèles anonymes)
- Éric de Montalier: el metge d'urgències (segment Bernard)
- Charles Gérard: Richard (segment La Bonne Conscience)
- Dolly Golden: la mestressa (segment Bernard)
- Sandrine Kiberlain: Marie-Christine (segment Les Infidèles anonymes et post générique)
- Katia Lewkowicz: la mare de Maxime (segment Lolita)
- Alexandra Lamy: Lisa (segment La Question)
- Éric Massot: Servent (segment Lolita)
- Mathilda May: Ariane (segment Las Vegas)
- Géraldine Nakache: Stéphanie (segments Le Prologue / Las Vegas)
- Isabelle Nanty: Christine (segment La Bonne Conscience)
- Maëva Pasquali: Nathalie (segment La Bonne Conscience)
- Manu Payet: Simon (segments Simon / Les Infidèles anonymes)
- Clara Ponsot: Inès (segment Lolita)
- Stéphane Roquet: le collègue coix (segment La Bonne Conscience)
- Hélène Seuzaret: Isabelle, la dona d'Éric
- Anthony Sonigo: Benjamin (segment Lolita)
- Anne Suarez: Julie (segment La Question)
- Bastien Bouillon: Valentin (segment Lolita)

Segment Ultimate Fucking
- Melanie Doutey: Sandra
- Jérôme Le Banner: Randy
- Margot Mc Laughlin: Fiona
- Niels Dubost: Arnaud
- Cendrine Orcier: Odile

## Controvèrsies

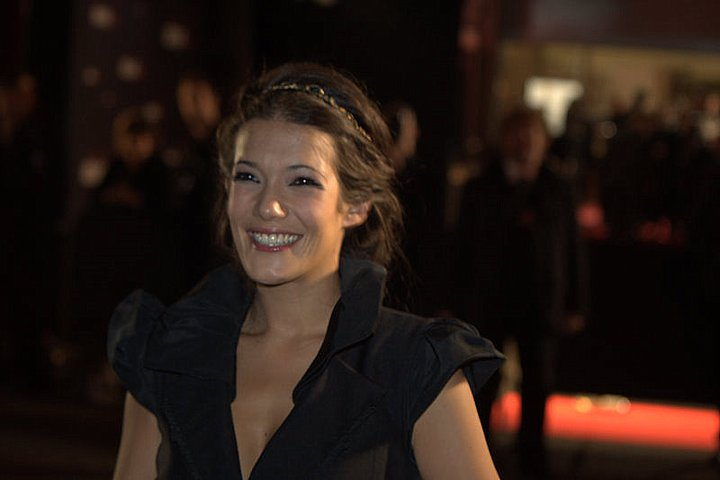
L'actriu Mélanie Doutey, el segment de la qual dirigit per Jan Kounen va quedar fora del tall final.

- Els cartells promocionals de la pel·lícula, en què Jean Dujardin i Gilles Lellouche apareixen en postures suggerents i que presenten "una imatge degradant de la dona", han despertat polèmica. L'ARPP, que va rebre quatre queixes, va emetre un comunicat de premsa on afirmava que els cartells "són contraris a les recomanacions de l'ARPP, en particular a les disposicions relatives al respecte a la decència i a la imatge de la persona humana en la publicitat, fins i tot quan es relacionen amb el tema de la pel·lícula, és a dir, una comèdia sobre l'adulteri.» A continuació, es van retirar els cartells dels llocs públics.[3][4]
- Un breu interludi d'Alexandre Courtès, mostrat durant el congrés d'expositors de la Fédération nationale des cinémas français (FNCF) el setembre de 2011 finalment es va tallar a l'estrena de la pel·lícula. En ell, François (Jean Dujardin) es troba amb la seva amant en una habitació d'hotel a Nova York. Rep una trucada telefònica de la seva dona i li diu que tot està bé mentre assistim a l'atac a una de les torres bessones darrere seu. La seqüència s'hauria retirat per no arriscar-se a escandalitzar el públic estatunidenc, ja que Jean Dujardin competia als Oscars per la pel·lícula The Artist.[5][6] El personatge de François apareixerà, però, al costat de Thibault (Guillaume Canet), Bernard (Gilles Lellouche) i Simon (Manu Payet) en la seqüència Les Infidèles anonymes que farà referència. a la tragèdia de l'11 de setembre de 2001.
- El director Jan Kounen, que ja va dirigir Jean Dujardin a 99 francs, també va fer un esquetx de la pel·lícula. Presenta Mélanie Doutey, en el paper d'una manipuladora, i el seu company a la vila Gilles Lellouche com a víctima. Considerats massa allunyats del món de la pel·lícula, els productors, entre ells Jean Dujardin, van decidir retirar-lo del tall final, per gran disgust del seu director que admetrà haver perdut les ganes de continuar el projecte de la seqüela de la pel·lícula. pel·lícula 99 francs.[7] Tanmateix, l'escena es va reintroduir en la versió completa al vídeo.

## Estrena
La pel·lícula va vendre 219.403 entrades el dia de la seva estrena a les sales., 900 910 entrades durant el cap de setmana i va ocupar el primer lloc a la taquilla francesa amb 1.082.028 entrades en la seva primera setmana. Tres mesos després de la seva estrena a les sales, la pel·lícula ha sumat 2.301.045 entrades a França. - fi d'explotació després de 10 setmanes als cinemes). A tot Europa, la pel·lícula va vendre 3.039.143 entrades.
La pel·lícula està dedicada a l'enginyer de so Pierre Gamet, que va morir unes setmanes abans de l'estrena de la pel·lícula.